# Матеуш Ліс
Матеуш Ліс (пол. Mateusz Lis, нар. 27 лютого 1997, Жари, Польща) — польський футболіст, воротар турецького клубу «Гезтепе».

## Ігрова кар'єра
Матеуш Ліс народився у місті Жари Любуського воєводства. З 2008 року почав займатися футболом у клубі «Лехія» з міста Зелена Гура. Згодом воротар приєднався до школи познаньського «Леха».
Не маючи можливостей пробитися до основи «Леха», вже у 2015 році Матеуш відправився в оренду до клубу Першої ліги «Медзь» з міста Легниця. 2016 рік воротар провів також в оренді у клубі «Подбескідзе». З 2017 року Ліс був орендований до клубу Другої ліги «Ракув», з яким зумів піднятися до Першої ліги.
Не маючи і в подальшому шансів стати першим воротарем «Леха», у 2018 році Матеуш Ліс підписав контракт з «Віслою» з Кракова.
Один сезон Ліс провів у турецькому клубі «Алтай», після чого у 2022 році перейшов до англійського «Саутгемптона», з яким підписав п'ятирічний контракт. Але в Англії Матеуш не провів жодного матчу, а вже у вересні 2022 року відбув до Франції — в оренду в клуб «Труа». Сезон 2023/23 воротар також провів в оренді, граючи за турецький «Гезтепе».
Після завершення терміну оренди Ліс підписав з «Гезтепе» повноцінний трирічний контракт.

## Міжнародна кар'єра
У 2019 році Матеуш Ліс був у складі молодіжної збірної Польщі на молодіжному Євро, що проходив в Італії та Сан-Марино. Але на турнірі Ліс не зіграв жодного матчу.